# Monsef Zerka
Monsef Zerka (30 de agosto de 1981) é um futebolista profissional franco-marroquino que atua como meia-atacante.

## Carreira
Monsef Zerka representou a Seleção Marroquina de Futebol nas Olimpíadas de 2004.